# Ukromne, Vilneansk
Ukromne (în ucraineană Укромне) este un sat în comuna Moskovka din raionul Vilneansk, regiunea Zaporijjea, Ucraina.

## Demografie
Componența lingvistică a localității Ukromne
     Ucraineană (96,67%)
     Rusă (3,33%)
Conform recensământului din 2001, majoritatea populației localității Ukromne era vorbitoare de ucraineană (96,67%), existând în minoritate și vorbitori de rusă (3,33%).